# Dyspyralis
Dyspyralis é um gênero de traça pertencente à família Arctiidae.